# Debrecen Rögbi Klub
A Debrecen Rögbi Klubot két orvostanhallgató: Michele Catarinella (egykori olasz ifjúsági válogatott) és Colm O'Keane (volt hivatásos ír játékos) alapította azzal a céllal, hogy bevezesse és oktassa a rögbit a Debreceni Egyetemen.
A 15 fős csapat neve SPQR Debrecen Rugby Student Association 2012-től.
2014-től kezdődően a 7 fős csapat neve Debrecen Rugby Football Club.

## Külső hivatkozások
- https://web.archive.org/web/20151117021352/http://www.pitchero.com/clubs/spqrdebrecenrsa
- https://twitter.com/debrugby
- https://www.facebook.com/DebrecenRFC/?fref=ts